# Белорусија на Европском првенству у атлетици у дворани 2015.
Белорусија је учествовала на 33. Европском првенству у дворани 2015 одржаном у Прагу, Чешка, од 5. до 8. марта. Ово је било једанаесто европско првенство у дворани од 1994. године од када Белорусија учествује самостално под овим именом. Репрезентацију Белорусије представљало је 15 спортиста (7 мушкараца и 8 жена) који су се такмичили у 11. дисциплина (5 мушких и 6. женских).
На овом првенству Белорусија је била осма по броју освојених медаља са 3 медаље од којих су једна златна и две сребрне. У табели успешности према броју и пласману такмичара који су учествовали у финалним такмичењима (првих 8 такмичара) Белорусија је са седморо финалиста заузела 9. место са 36 бодова, од 33 земље које су имале представнике у финалу. Укупно је учествовало 49 земаља.
| Пл. | Земља      | 1. место | 2. место | 3. место | 4. место | 5. место | 6. место | 7. место | 8. место | Бр. фин. Бод. |
| --- | ---------- | -------- | -------- | -------- | -------- | -------- | -------- | -------- | -------- | ------------- |
| 9.  | Белорусија | 1 - 8    | 2 - 14   | –        | 2 - 10   | –        | –        | 2 - 4    | –        | 7 - 36        |

## Учесници
| Дисциплина   | Спортисти                      | Спортисти        |
| Дисциплина   | Мушкарци                       | Жене             |
| ------------ | ------------------------------ | ---------------- |
| 400 м        | Алексадар Линик                | -                |
| 3.000 м      | -                              | Светлана Куделич |
| 60 м препоне | Максим Линша Виталиј Парахонка | Алина Талај      |

| Дисциплина   | Спортисти                              | Спортисти                             |
| Дисциплина   | Мушкарци                               | Жене                                  |
| ------------ | -------------------------------------- | ------------------------------------- |
| Скок удаљ    | Константин Борочевскиј                 | Настасја Мирончик Иванова             |
| Троскок      | Максим Нестеренко Димитриј Полотницкиј | Наталија Вјаткина                     |
| Бацање кугле | Павел Лижин                            | Алена Абрамчук Јулија Леонтјук        |
| Петобој      |                                        | Јана Максимова Јекатерина Нецветајева |

## Освајачи медаља (3)

### Злато (1)
- Алина Талај — 60 м препоне

### Сребро (2)
- Светлана Куделич — 3.000 м
- Јулија Леонтјук — Бацање кугле

## Резултати

### Мушкарци
| Атлетичар              | Дисциплина   | Лични рекорд | Квалификације | Квалификације | Полуфинале           | Полуфинале           | Финале               | Финале       | Детаљи |
| Атлетичар              | Дисциплина   | Лични рекорд | Резултат      | Место         | Резултат             | Место                | Резултат             | Место        | Детаљи |
| ---------------------- | ------------ | ------------ | ------------- | ------------- | -------------------- | -------------------- | -------------------- | ------------ | ------ |
| Алексадар Линик        | 400 м        | 47,15 НР     | 47,40 ЛРС     | 2. у гр. 1    | 46,78 НР             | 3. у пф 2            | Није се квалификовао | 7 / 30 (33)  |        |
| Максим Љинша           | 60 м препоне | 7,58 НР      | 7,84          | 5 у гр 1      | Није се квалификовао | Није се квалификовао | Није се квалификовао | 20 / 27 (28) |        |
| Виталиј Парахонка      | 60 м препоне | 7,80         | 7,76 ЛР       | 6. у гр. 3    | Није се квалификовао | Није се квалификовао | Није се квалификовао | 16 / 27 (28) |        |
| Канстантин Баричевскиј | Скок удаљ    | 7,94         | 7,77          | 10            |                      |                      | Није се квалификовао | 10 / 23 (24) |        |
| Максим Нестеренко      | Троскок      | 16,66        | 15,15         | 19.           | Није се квалификовао | 19 / 21              |                      |              |        |
| Дмитриј Платницки      | Троскок      | 16,65        | 16,44         | 7. кв         | 16,42                | 7 / 21               |                      |              |        |
| Павел Лижин            | бацање кугле | 21,12        | 19,30         | 16            | Није се квалификовао | 16 / 27 (33)         |                      |              |        |

### Жене
| Атлетичар                  | Дисциплина   | Лични рекорд | Квалификације | Квалификације | Полуфинале | Полуфинале   | Финале                | Финале  | Детаљи |
| Атлетичар                  | Дисциплина   | Лични рекорд | Резултат      | Место         | Резултат   | Место        | Резултат              | Место   | Детаљи |
| -------------------------- | ------------ | ------------ | ------------- | ------------- | ---------- | ------------ | --------------------- | ------- | ------ |
| Светлана Куделич           | 3.000 м      | 8:55,94 НР   | 8:57,97       | 5 у гр. 1 кв  |            |              | 8:48,02 НР            |         |        |
| Алина Талај                | 60 м препоне | 7,88         | 8,04          | 1 у гр. 2 КВ  | 7,89       | 1. у пф 1 КВ | 7,85 НР               |         |        |
| Настасија Мирончук-Иванова | Скок удаљ    | 6,82         | 6,50          | 10            |            |              | Није се квалификовала | 10 / 22 |        |
| Наталија Вјаткина          | Троскок      | 14,18        | 14,21 ЛР      | 3. КВ         | 13,69      | 7 / 22 (23)  |                       |         |        |
| Алена Абрамчук             | Бацање кугле | 19,06        | 17,80         | 3 кв          | 17,63      | 4 / 14 (15)  |                       |         |        |
| Јулија Леонтјук            | Бацање кугле | 19,00        | 18,33         | 2. КВ         | 18,60      |              |                       |         |        |

Петобој
| Дисциплина   | Јекатерина Нецветајева | Јекатерина Нецветајева | Јекатерина Нецветајева | Јекатерина Нецветајева | Јекатерина Нецветајева | Јекатерина Нецветајева |
| Дисциплина   | Лич. рек.              | Резултат               | Бод.                   | Плас.                  | Укупно                 | Плас.                  |
| ------------ | ---------------------- | ---------------------- | ---------------------- | ---------------------- | ---------------------- | ---------------------- |
| 60 м препоне | 8,55                   | 8,55 ЛРС               | 1.006                  | 10.                    |                        |                        |
| Скок увис    | 1,77                   | 1,74                   | 903                    | 14.                    | 1.909                  | 12.                    |
| Бацање кугле | 14,92                  | ЛР                     | 859                    | 4.                     | 2.768                  | 10.                    |
| Скок удаљ    | 6,04                   | 5,68                   | 753                    | 13.                    | 3,521                  | 13.                    |
| 800 м        | 2:14,10                | 2:15,00                | 893                    | 6.                     |                        |                        |
| Петобој      | 4.489                  |                        |                        |                        | 4.414                  | 12 /12 (14)            |

| Дисциплина   | Јана Максимова | Јана Максимова | Јана Максимова | Јана Максимова | Јана Максимова | Јана Максимова |
| Дисциплина   | Лич. рек.      | Резултат       | Бод.           | Плас.          | Укупно         | Плас.          |
| ------------ | -------------- | -------------- | -------------- | -------------- | -------------- | -------------- |
| 60 м препоне | 8,58           | 8,76           | 961            | 13             |                |                |
| Скок увис    | 1,95           | 1,89           | 1.093          | 3              | 2.054          | 5.             |
| Бацање кугле | 15,02          | 14,96 ЛРС      | 858            | 5              | 2.912          | 5.             |
| Скок удаљ    | 6,14           | 5,85           | 804            | 12.            | 3.716          | 8.             |
| 800 м        | 2:11,28        | 2:13,67 ЛРС    | 912            | 3              |                |                |
| Петобој      | 4.742          |                |                |                | 4.628          | 4 / 12 (14)    |